# Punta d'Ostro
La Punta d'Ostro (in croato: Oštri Rtič ) è un capo della Dalmazia e il punto più a sud della Croazia.
La Punta d'Ostro è uno dei due promontori che delimitano le bocche di Cattaro; di fronte, in territorio montenegrino, è situata la Punta d'Arza, mentre tra le due si trova l'Isolotto delle rondini, su cui sorge il Forte Mamula. Il nome del capo deriva dall'omonimo vento, l'ostro.
Per la sua importanza strategica, la zona della Punta d'Ostro è sempre stata contesa. Per molti secoli limite meridionale della Repubblica di Ragusa, la punta venne poi fortificata prima della prima guerra mondiale dagli austriaci.
La zona della Punta d'Ostro è salita alla ribalta delle cronache per essere stata al centro - assieme alla penisola di Prevlaka, di cui fa parte - di una disputa tra la Croazia e l'ex Serbia e Montenegro per la demilitarizzazione della penisola. Le parti sono poi addivenute a un accordo nel 2002.